# Franz Jaffé
Franz Jaffé (* 5. September 1855 in Berlin; † 13. Juli 1937 ebenda) war ein deutscher Architekt, preußischer Baubeamter und Maler.

## Leben und Wirken
Nach Studium, Referendariat und 2. Staatsexamen begann er eine Beamtenlaufbahn in der öffentlichen Bauverwaltung des Königreichs Preußen. Er leitete den Bau von Kirchen im Großraum Berlin wie beispielsweise in Schildow, Friedrichsthal, Pankow, Liebenwalde und Rosenthal sowie von Gerichtsgebäuden und Schulgebäuden. Jaffé gestaltete außerdem die Kaiser-Wilhelm-Brücke und die Corneliusbrücke in Berlin künstlerisch aus. Darüber hinaus zeichnete er für die dekorative Ausgestaltung der deutschen Pavillons auf den Weltausstellungen von Melbourne (1880/1881), Chicago (1893) und Paris (1900) verantwortlich.
Jaffé betätigte sich auch als Maler, der Gemälde in dekorativer Form für bestimmte Anlässe anfertigte, so etwa anlässlich der Internationalen Gartenbauausstellung Berlin 1890: Hier war sein Kolossalgemälde Prachtzeit des Ptolemäus Philadelphus zu Alexandria um 270 v. Chr. ausgestellt. Ebenfalls 1890 gestaltete er für den 10. Internationalen Medizinischen Kongress in Berlin das Bild Die Thermen des Caracalla. 1901 war im Rahmen der Internationalen Ausstellung für Feuerschutz und Feuerrettungswesen in Berlin ein Historienbildnis Jaffés mit dem Titel Der Scheiterhaufen des Hephästion zu Babylon 323 v. Chr. zu sehen. Für den Herzog von Sachsen-Coburg-Gotha restaurierte Franz Jaffés überdies die Wachsenburg bei Arnstadt.

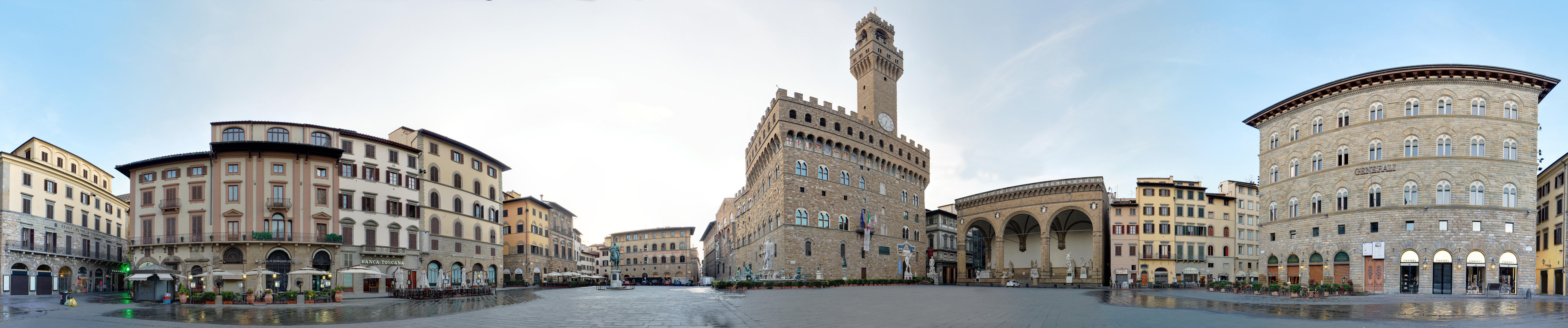
Die Piazza della Signoria mit ihren prachtvollen Renaissancebauten in Florenz, die Jaffé 1919 für den Film Die Pest in Florenz originalgetreu nachbildete

Franz Jaffés einziger Ausflug in das Filmgeschäft datiert in das Jahr 1919, als er für die Mitgestaltung zahlreicher Renaissancebauten zum Bilderbogen Die Pest in Florenz herangezogen wurde. Hier wurde ihm die originalgetreuen Nachbildung der Florentiner Piazza della Signoria überantwortet. Dabei arbeitete Jaffé eng mit dem Filmarchitekten Hermann Warm zusammen. 

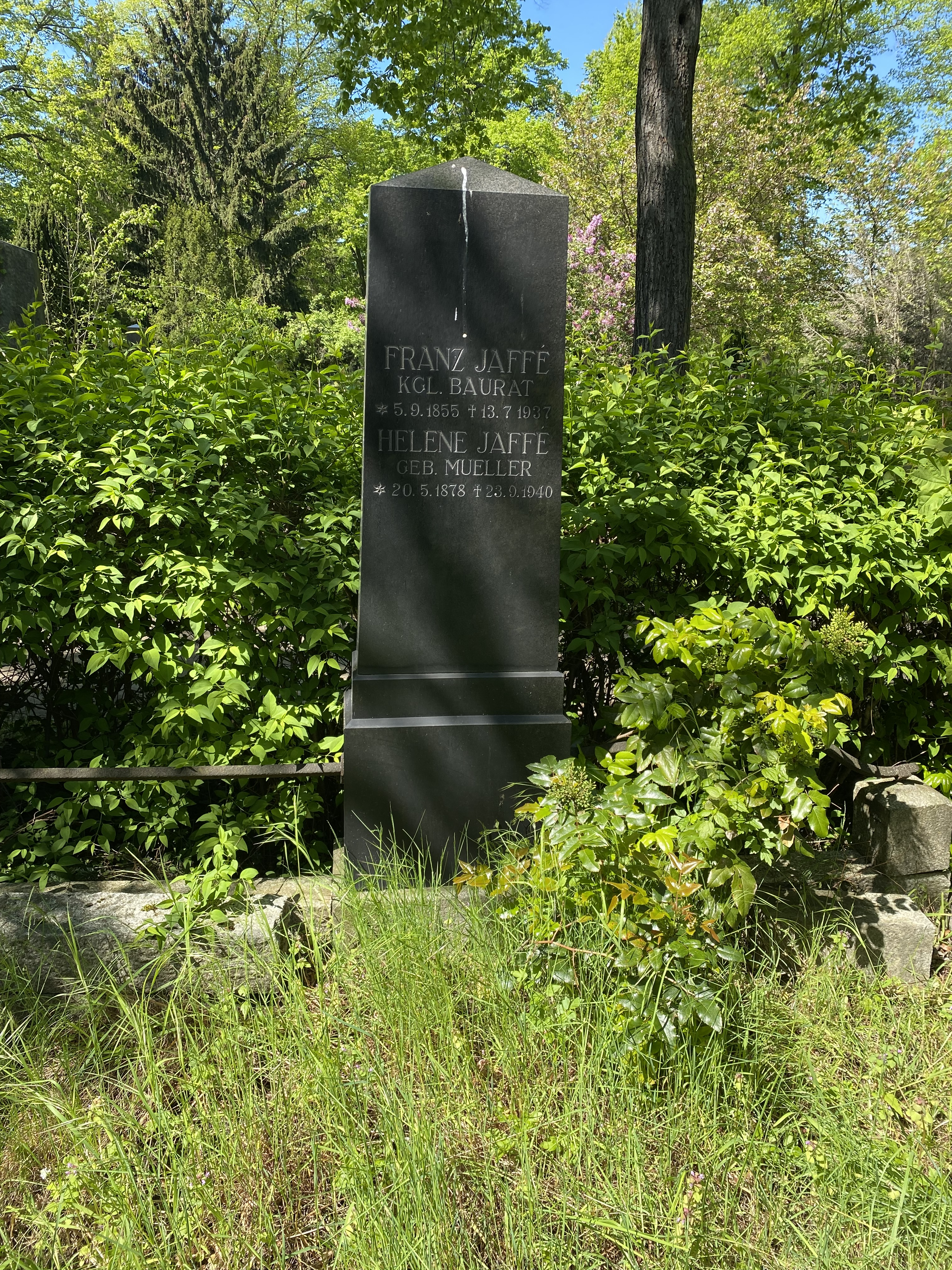
Grabstätte auf dem Friedhof IV der Gemeinde Jerusalems- und Neue Kirche

In einem von Jaffé verfassten Artikel für die Zeitschrift Lichtbild-Bühne war am 30. August 1919  zu lesen: „Nach eingehendem Studium über Wirkung und Möglichkeit der Bauten für das Szenenbild des Films, dessen Handlung im Cinquecento in Florenz spielt, war es klar, daß eine Platzanlage, wie die Signoria mit ihren Monumentalbauten, die stil- und kunstgerecht aus dem Jahrhundert der Dante, Michelangelo und Brunellesco unversehrt in unsere Zeit herüberragen, das einzig richtige Szenenbild ist, um die großen Vorgänge des Films in echte Umrahmung zu setzen. Aus diesen Erwägungen heraus entstand der Palazzo Vecchio, der einstige Sitz der Signoria, mit seinem hohen Wachtturm, ganz im Charakter einer mittelalterlichen Burg, mit dem Wehrgang und den typisch-historischen Wappenbildern. (…) Dicht an den Palazzo Vecchio habe ich den Palazzo degli Uffizi angelegt, dessen Flügel bis hinunter an den Arno laufen und den Anfang zu der herrlichen Palaststraße bilden (…) Die weite Piazza della Signoria, die für Aufzüge, Kämpfe und Festspiele im größten Ausmaße gedacht ist, und einen Entwicklungsraum für 10-15.000 Menschen gibt, habe ich mit zahlreichen anderen Palästen und Prunkbauten umrahmt, naturgemäß unter verschiedenen Konzessionen in Richtung auf die Raum- und Lichtverhältnisse, wodurch aber Stilechtheit und Reinheit der Architektur absolut nicht beeinflußt wurde. Diese Reinheit der Bauten mußte gewahrt werden, da es sich um weltbekannte Objekte handelt, die jeden Beschauer unwillkürlich zur Kritik herausfordern.“
Franz Jaffé starb 1937 in seiner Wohnung in der Neuen Winterfeldtstraße 28 (heute Winterfeldstraße 93) in Berlin-Schöneberg und wurde auf dem Friedhof IV der Gemeinde Jerusalems- und Neue Kirche beerdigt.